# Unió Russa de Letònia
La Unió Russa de Letònia (letó  Latvijas Krievu savienība, LKS, rus Русский союз Латвии), anteriorment Pels Drets Humans en una Letònia Unida (PCTVL), és un partit polític de Letònia d'inspiració esquerrana, i que rep el suport de la minoria russa i de les minories no letones. El seu cap és una direcció col·legiada formada per Tatjana Ždanoka, Jakovs Pliners i Juris Sokolovskis.
Emfatitza en la defensa de les minories nacionals de Letònia i reclama que tant el rus com el latgalià siguin cooficials als municipis on els seus parlants siguin més del 20% de la població. També reclama la ciutadania per a tots els no ciutadans de Letònia. Manté lligams importants amb Rússia i ha estat un dels més forts opositors a l'entrada de Letònia a l'OTAN.
El partit fou creat com a coalició a les eleccions legislatives letones de 1998 pel Partit de l'Harmonia Nacional (Tautas Saskaņas partija), el Partit Socialista Letó i Igualtat de Drets (Līdztiesība), i va obtenir 16 diputats. A les eleccions municipals de 2001 va obtenir 13 dels 60 regidors municipals deRiga i la vicealcaldia per a Sergejs Dolgopolovs, i a les eleccions legislatives de 2002 va augmentar a 25 escons es va convertir en el vice-alcalde de Riga. A les eleccions municipals de 2005 va obtenir 13,68% dels vots i 9 escons a l'ajuntament de Riga.
Durant aquest període els líders més importants del PCTVL Janis Jurkāns, Alfrēds Rubiks i Tatjana Ždanoka. Rubiks i Ždanoka anteriorment havien estat importants líders del Partit Comunista de Letònia que s'oposaren a la independència. Eren força populars entre la comunitat russa, però molt impopular entre els letons ètnics. Aquest fou un dels motius pel que el PCTVL va romandre en l'oposició a nivell nacional, perquè cap altra partit podia ser objecte d'una reacció massiva dels seus electors letons ètnics si entrava en una coalició amb Rubiks i Ždanoka.
El PCTVL es trencà parcialment el 2003. El Partit de l'Harmonia Nacional fou el primer a sortir, i el Partit Socialista Letó ho va fer un any més tard. Les restes del PCTVL només tenien 6 escons al Saeima, però a les eleccions europees de 2004 va obtenir millors resultats que els seus socis (el 10,66% i un escó per a Ždanoka). Això es considera relacionat amb el fet que va defensar les activitats del Comitè de Defensa de l'Escola Russa el 2003-2005. També ha proposat la idea de constituir-se en Partit Europeu dels russos ètnics. El PCTVL recolza una Europa federal, amb un espai comú econòmic i polític de Lisboa a Vladivostok".
A les eleccions legislatives letones de 2006 va obtenir només 6 escons, i el 2007 deixà de ser una coalició per a constituir-se en partit polític. A les eleccions europees de 2009 va obtenir el 9,66% dels vots i un eurodiputat. A les eleccions legislatives letones de 2010 va perdre els 6 diputats que havia aconseguit el 2006, quedant així com a formació extraparlamentària.

## Resultats electorals

### Saeima
| Any  | Lider               | Resultats | Resultats | Resultats | Resultats | Resultats | Pos. | Govern            |
| Any  | Lider               | Vots      | %         | ± pp      | Escons    | +/–       | Pos. | Govern            |
| ---- | ------------------- | --------- | --------- | --------- | --------- | --------- | ---- | ----------------- |
| 1998 | Jānis Jurkāns       | 135,700   | 14.20     | Nou       | 16 / 100  | Nou       | 4t   | Oposició          |
| 2002 | Jānis Jurkāns       | 189,088   | 19.09     | 4.89      | 25 / 100  | 9         | 2n   | Oposició          |
| 2006 | Yakov Pliner        | 54,684    | 6.06      | 13.03     | 6 / 100   | 19        | 7è   | Oposició          |
| 2010 | Juris Sokolovskis   | 13,847    | 1.47      | 4.59      | 0 / 100   | 6         | 6è   | Extraparlamentari |
| 2011 | Yakov Pliner        | 7,109     | 0.78      | 0.69      | 0 / 100   | = 0       | 7è   | Extraparlamentari |
| 2014 | Miroslav Mitrofanov | 14,390    | 1.59      | 0.81      | 0 / 100   | = 0       | = 7è | Extraparlamentari |
| 2018 | Andrejs Mamikins    | 27,014    | 3.22      | 1.63      | 0 / 100   | = 0       | 9è   | Extraparlamentari |
| 2022 | Andrejs Mamikins    | 32,688    | 3.67      | 0.45      | 0 / 100   | = 0       | 11è  | Extraparlamentari |

1. ↑  Participant com a TSP

### Parlament Europeu
| Any  | Lider           | Vots   | %          | Escons | +/– |
| ---- | --------------- | ------ | ---------- | ------ | --- |
| 2004 | Tatjana Ždanoka | 61,401 | 10.75 (#3) | 1 / 9  |     |
| 2009 | Tatjana Ždanoka | 76,436 | 9.84 (#3)  | 1 / 8  | =   |
| 2014 | Tatjana Ždanoka | 28,303 | 6.43 (#5)  | 1 / 8  | =   |
| 2019 | Tatjana Ždanoka | 29,546 | 6.28 (#5)  | 1 / 8  | =   |